# Hastimima
Genre
Espèces de rang inférieur
- †Hastimima whitei White, 1908

Hastimima est un genre fossile de la famille des Hibbertopteridae, un groupe d'Arthropodes aquatiques Chélicérates de l'ère Paléozoïque.

## Présentation
Le genre Hastimima regroupe une espèce validée, Hastimima whitei, découverte dans des dépôts du Permien, les mines de charbon de Lauro Muller dans l'État de Santa Catarina au Brésil et l'Hermit Shale (en) de l'État d'Arizona aux États-Unis, et une espèce discutée, H. sewardi, découverte dans un dépôt du Dévonien en Afrique du Sud. Pour ce qui concerne H. sewardi, bien que le matériel fossile utilisé permette d'établir clairement qu'il s'agit d'un Euryptéride Hibbertoptéride, ce matériel est si fragmentaire qu'on peut légitimement s'interroger sur sa valeur diagnostique. Dans ces conditions, on ne tient généralement pas compte de l'espèce H. sewardi dans la description du genre Hastimima et l'on considère que ce genre a vécu de façon certaine durant la période fossile allant de l'Artinskien au Kungurien soit il y a 290,1 à 272,3 millions d'années. C'est l'un des derniers genres d'Euryptérides vivants connus : il s'est éteint 20 millions d'années avant l'extinction du Permien-Trias, qui s'est produite il y a 251,9 millions d'années. Avant cette extinction massive, les Euryptérides ont connu un déclin progressif durant des millions d'années, tant en nombres et qu'en diversité. Après l'extinction d'Hastimima, il n'est demeuré que deux genres d'Euryptérides : Campylocephalus et Woodwardopterus.

## Classification
Historiquement, le genre Hastimima a été et continue d'être classé dans la famille des Hibbertopteridae. Toutefois, dans une étude de 2012, le professeur de paléobiologie américain et spécialiste des Euryptérides James Lamsdell suggère de le rattacher à la famille des Myctéropides (les parents les plus proches des Hibbertoptérides). Analysant l'espèce H. whitei, il remarque qu'étant donné la localisation (au Brésil) et la datation (le Sakmarien) des fossiles, il ne serait pas surprenant qu'elle soit un "taxon sœur" de Megarachne servinei, une espèce fossile de la famille des Myctéropides découverte dans des dépôts de la fin du Carbonifère et du début du Permien en Argentine. Il note également que, malgré les limites de l'analyse liées au caractère fragmentaire des fossiles d'H. whitei, son ornementation rappelle davantage celle des Myctéropides que celle des Hibbertoptérides, et que le tergite préservé a une morphologie similaire à celle du premier tergite de M. servinei.